# 758 (numero)
Settecentocinquantotto (758) è il numero naturale dopo il 757 e prima del 759.

## Proprietà matematiche
- È un numero pari.
- È un numero composto, con 4 divisori: 1, 2, 379, 758. Poiché la somma dei suoi divisori (escluso il numero stesso) è 382 < 758, è un numero difettivo.
- È un numero semiprimo.
- È un numero intero privo di quadrati.
- È un numero palindromo e un numero ondulante nel sistema di numerazione posizionale a base 13 (464) e in quello a base 18 (262).
- È un numero congruente.
- È un numero nontotiente (per cui la equazione φ(x) = n non ha soluzione).
- È un numero odioso.
- È parte della terna pitagorica (758, 143640, 143642).

## Astronomia
- 758 Mancunia è un asteroide della fascia principale del sistema solare.
- NGC 758 è una galassia (costellazione della Balena).

## Astronautica
- Cosmos 758 è un satellite artificiale russo.

## Altri ambiti
- A 758 ovvero Beautemps-Beaupré (A 758) è, secondo la terminologia francese, una nave idrografica e oceanografica.